# Flames (1926)
Flames (Brasil: Chamas ) é um filme de drama norte-americano de 1926, dirigido por Lewis H. Moomaw e estrelado por Boris Karloff.
Sobrevive um carretel do filme na Biblioteca do Congresso.

## Elenco
- Eugene O'Brien - Herbert Landis
- Virginia Valli - Anne Travers
- Jean Hersholt - Ole Bergson
- Bryant Washburn - Hilary Fenton
- Cissy Fitzgerald - Mrs. Edgerton
- George Nichols - James Travers
- Boris Karloff - Blackie Blanchette